# Pristimantis carvalhoi
Pristimantis carvalhoi là một loài động vật lưỡng cư trong họ Strabomantidae, thuộc bộ Anura. Loài này được Lutz mô tả khoa học đầu tiên năm 1952.
Nó được tìm thấy ở Brasil, Colombia, Ecuador, Peru, và có thể cả Bolivia. Môi trường sống tự nhiên của nó là các khu rừng đất thấp ẩm nhiệt đới và cận nhiệt đới.